# مطار بنسركاو العسكري
مطار بنسركاو العسكري (سابقا: مطار أكادير انزكان) (ايكاو: GMAA) هو المطار القديم الذي كان يخدم مدينة أكادير. تم تحويله من مطار مدني إلى مطار عسكري، بعد افتتاح مطار أكادير المسيرة الدولي. ويتوفر على مرافق وبنية تحتية مهمة خاصة بالقوات المسلحة الملكية المغربية، بالإضافة إلى مستشفى عسكري، ونادي للضباط، وبنايات أخرى عسكرية.

## حوادث
في 3 أغسطس 1975، طائرة الخطوط الجوية الملكية الأردنية من طراز بوينغ 707 تصطدم بقمة جبل عندما كانت تقترب من المطار. وقتل جميع الركاب وأفراد الطاقم الـ 188 الذين كانوا على متنها. ويعد هذا الحادث الذي عرف باسم كارثة أكادير الجوية هو أسوأ حادث طيران لطائرة من نوع على بوينغ 707.